# نزاع تركستان الشرقية
نزاع شينجيانغ هو صراع في منطقة شينجيانغ ذاتية الحكم الواقعة في أقصى الشمال الغربي من الصين، أساسه الأويغور، وهي مجموعة أقلية عرقية تركية تشكل أكبر مجموعة في المنطقة.
على الرغم من أن الصراع يعود للعام 1931، إلا أن هناك عوامل، مثل الهجرة الهائلة التي رعتها الحكومة الصينية للهان الصينيين من الخمسينيات إلى السبعينيات والسياسات الحكومية التي تروج للوحدة الثقافية الصينية وتعاقب بعض التعبيرات عن هوية الأويغور وردات الفعل القاسية لإرهاب الانفصاليين، ساهمت في زيادة التوتر بين الأويغور وشرطة الولاية والهان الصينيين. تجسّد هذا التوتر بهجمات إرهابية متكررة واضطرابات واسعة مثل تفجيرات حافلة أورمكي 1997 وأعمال الشغب التي وقعت في شهر يوليو من العام 2009 وهوتان 2011 وهجوم أورومكي في أبريل 2014 ومايو 2014، إضافة إلى هجوم كونمينغ عام 2014.
في السنوات الأخيرة تميزت سياسة الحكومة بالمراقبة الواسعة للأيغور وبازدياد الاعتقالات وبنظام «معسكرات إعادة التربية أو التأهيل» التي يقدر عدد سكانها بأكثر من مليون من الأويغور وأتباع جماعات الأقليات العرقية المسلمة الأخرى.

## الخلفية
شينجيانغ منطقة كبيرة في آسيا الوسطى داخل جمهورية الصين الشعبية تضم العديد من مجموعات الأقليات: 45% من سكانها من الأويغور و40% من الهان. يبلغ عدد سكان عاصمتها أورومتشي، وهي مدينة صناعية، أكثر من 2.3 مليون نسمة، 75% منهم تقريبًا من الهان و 12.8% من الأويغور و 10% من الجماعات العرقية الأخرى.
بشكل عام، يختلف الأويغور والحكومة التي يسيطر عليها الهان على المجموعة التي تتمتع بأحقية تاريخية أكبر في منطقة شينجيانغ: يعتقد الأويغور أن أسلافهم كانوا من السكان الأصليين في المنطقة، في حين أن سياسة الحكومة تعتبر أن شينجيانغ الحالية تنتمي إلى الصين منذ عام 200 قبل الميلاد تقريبًا. وفقًا للسياسة الصينية، يُصنّف الأويغور كأقلية قومية، ولا حقوق خاصة لهم في الأرض بموجب القانون. خلال حقبة ماو، أشرفت جمهورية الصين الشعبية على هجرة ملايين من الهان إلى شينجيانغ، فاتُهموا بالسيطرة الاقتصادية على المنطقة، إلا أن استطلاعًا عام 2008 على المجموعتين العرقيتين يناقض الادعاء.
تعتمد السياسة الصينية الحالية تجاه الأقليات على التمييز الإيجابي، ما عزز الهوية العرقية الأويغورية التي تتميز عن الهان. على الرغم من ذلك، تصف هيومن رايتس ووتش «نظامًا متعدد المستويات للمراقبة والسيطرة وقمع النشاط الديني» تمارسه سلطات الدولة. تشير التقديرات إلى أن أكثر من 100,000 من الأويغور محتجزون حاليًا في «معسكرات إعادة التأهيل». تبرر الصين مثل هذه التدابير كرد فعل على التهديد الإرهابي الذي تشكله الجماعات الانفصالية المتطرفة. أدت هذه السياسات، بالإضافة إلى العلاقات غير الودية طويلة الأمد بين الهان والأويغور، إلى توتر في بعض الأحيان بين المجموعتين العرقيتين. نتيجة للسياسات الحكومية، قُيّدت حريات الأويغور في الدين والتحرك، ويعتقد معظمهم أن الحكومة تقلل من قيمة تاريخهم وثقافتهم. من ناحية أخرى، يرى بعض المواطنين الهان أن الأويغور يستفيدون من المعاملة الحكومية الخاصة، مثل إعطائهم الأفضلية في قبول الجامعات وإعفاءهم من سياسة الطفل الواحد (المهجورة الآن). في الآونة الأخيرة، برزت محاولات لتقييد معدل ولادة الأويغور وزيادة معدل الخصوبة لدى الهان في أجزاء من شينجيانغ لمواجهة النزعة الانفصالية الأويغورية.

## القيود

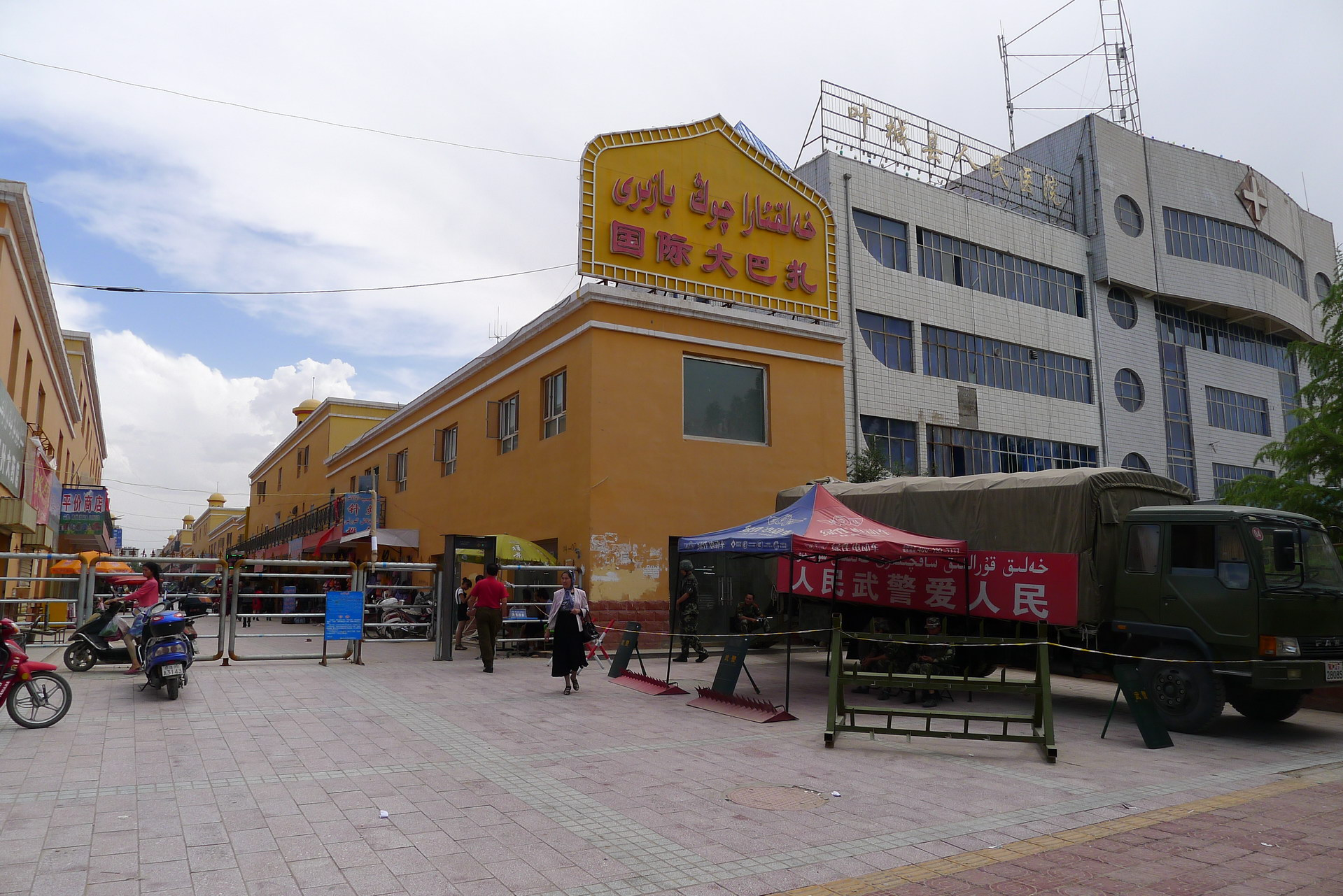
الشرطة المسلحة وجهاز الكشف عن المعادن في سوق كارجيليك

على الرغم من أن التعليم الديني للأطفال محظور رسميًا بموجب القانون في الصين، إلا أن الحزب الشيوعي يسمح لمسلمي الهُوي بتعليم أطفالهم الإسلام وحضور المساجد، أما الأويغور، فيطبق عليهم القانون. بعد التعليم الثانوي، تسمح الصين لطلاب الهوي بدراسة الدين مع إمام. لا تطبق الصين القانون ضد الأطفال من غير الأويغور الذين يحضرون المساجد خارج شينجيانغ. منذ الثمانينات من القرن الماضي، سمحت الحكومة الصينية بإنشاء مدارس إسلامية خاصة في المناطق الإسلامية باستثناء إقليم شينجيانغ بسبب النزاع الانفصالي.
يُسمح لمسلمي الهوي، على عكس الأويغور، بالصيام خلال شهر رمضان. يتزايد عدد الهوي الذين يؤدون فريضة الحج، ويُسمح للنساء من الهوي بارتداء الحجاب، لكن نساء الأويغور لا يشجعن على ذلك. تعامل الحكومة الصينية الجماعات العرقية الإسلامية في مناطق مختلفة بطريقة مختلفة عندما يتعلق الأمر بالحرية الدينية. يتمتع مسلمو الهوي بالحرية الدينية، إذ يمكنهم ممارسة دينهم وبناء المساجد التي يرتادها أطفالهم، بينما توضع المزيد من الضوابط على الأويغور في شينجيانغ. المدارس الدينية مسموح بها للهوي الذين شكلوا شبكة مستقلة من المساجد والمدارس يديرها زعيم صوفي من الهوي بموافقة الحكومة الصينية. وفقًا لأحد الدبلوماسيين، تقيد الأنشطة الدينية الأويغورية، لكن مسلمي الهوي يمنحون حرية دينية واسعة، وبالتالي، فإن سياسة الحكومة الصينية موجهة ضد الانفصالية الأويغورية وليس ضد الدين الإسلامي.
في العقدين الأخيرين من القرن العشرين، عاملت الصين الأويغور في توربان معاملة حسنة فيما يتعلق بالدين، في الوقت الذي كان كاشغار وهوتان يخضعان فيه لسيطرة حكومية أكثر صرامة. غض الطرفان من الأويغور والهان الشيوعيين في توربان النظر عن تطبيق القانون، فسمحوا بالتعليم الإسلامي لأطفال الأويغور. شجعت الحكومة الصينية الاحتفالات الدينية والحج لأعضاء الحزب الشيوعي من الأويغور، وبُني 350 مسجدًا في توربان بين عامي 1979 و1989. نتيجةً لذلك، نظر الأويغور في توربان إلى الهان والهوي والحكومة الصينية بشكل أكثر إيجابية. عام 1989، كان هناك 20,000 مسجد في شينجيانغ. حتى بداية الاضطرابات الانفصالية عام 1996، كانت الصين تسمح للناس بتجاهل القاعدة التي تحظر الالتزام الديني من قبل المسؤولين الحكوميين. بُنيت مساجد كبيرة بمساعدة من الحكومة الصينية في أورومتشي. في الوقت الذي فرضت فيه القواعد التي تحظر الأنشطة الدينية في جنوب شينجيانغ، كانت السلطات متساهلة نسبياً في أورومتشي.
وفقا لمجلة الإيكونومست، واجه الأويغور عام 2016 صعوبات في السفر داخل شينجيانغ وباتوا يعيشون في أحياء مسيجة مع نقاط تفتيش على مداخلها ومخارجها. في جنوب أورومكي، يحتوي كل باب شقة على رمز استجابة سريعة (كيو آر كود) حتى تتمكن الشرطة من رؤية صور السكان المخولين السكن بسهولة.
في عام 2017، افاد نشطاء الأويغور في الخارج أن قيودًا جديدة فُرضت، بما في ذلك فرض غرامة على الأشخاص أو تعرضهم لبرامج «إعادة التربية» لرفضهم تناول الطعام أثناء الصيام في رمضان، واحتجاز المئات من الأويغور أثناء عودتهم من الحج، وحظر تسمية العديد من الأسماء الإسلامية مثل محمد للأطفال حديثي الولادة. عام 2019، أفيد بأن مسؤولي الهان سمح لهم بالإقامة في منازل الأويغور، وأوردت تقارير أنه كانت هناك طوابير منفصلة للأويغور والأجانب الذين كانوا بحاجة إلى التحقق من بطاقات هويتهم في نقاط التفتيش العديدة.